# Циммернзупра
Циммернзупра (нім. Zimmernsupra) — громада в Німеччині, розташована в землі Тюрингія. Входить до складу району Гота. Складова частина об'єднання громад Нессеауе.
Площа — 7,41 км2. Населення становить 333 ос. (станом на 31 грудня 2021).